# Рута
Ру́та (лат. Ruta) — род вечнозелёных многолетних душистых трав, полукустарников, кустарников семейства Рутовые (Rutaceae).

## Распространение и экология
Представители рода произрастают в Средиземноморье (в том числе в Северной Африке), а также в некоторых других регионах с умеренным климатом. На территории России произрастает один вид — Рута душистая (Ruta graveolens).
В России, в средней её полосе, рута вымерзает и разводится лишь как однолетнее растение, а так как в первое лето она не цветёт, то растения выдёргиваются с корнем. Но уже в западных областях рута выносит зиму и держится 2—3 года. Высевается рута рано весной на семенную гряду, откуда пересаживается на постоянную гряду; дальнейший уход состоит в прополке и рыхлении. Размножают руту делением кустов весной или черенками, разрезая и окореняя их в парниках, чтобы летом высадить на гряды.

## Ботаническое описание

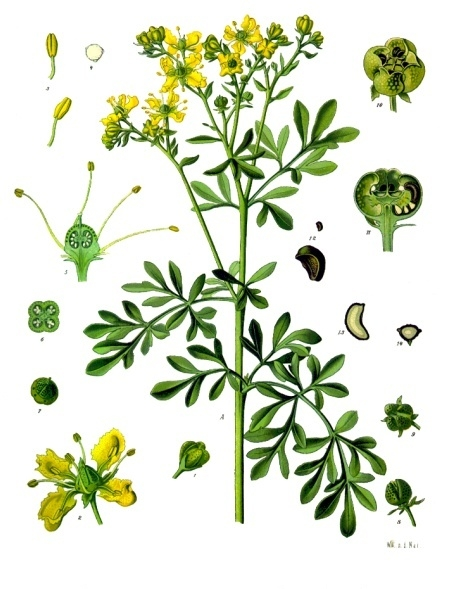
Рута душистая.

Представители рода — многолетние травы и полукустарники.
Листья тройчатые или перистые, испещрённые просвечивающими желёзками, с пахучим эфирным маслом.
Цветки 4—5-членные, правильные, обоеполые, собранные на верхушке стебля в вильчатые полузонтичные соцветия. Чашечка остающаяся, обыкновенно четырёх-, реже трёх- и пятираздельная; лепестков четыре — пять; тычинок восемь — десять; завязь четырёх-, пятилопастная.
Плод — многосемянная 4—5-гнёздная коробочка, вскрывающаяся трещинками.

## Химический состав
Содержит 0,1—0,15 % эфирного масла, флавоноиды (в основном рутин), а также фурокумарины.
Рутовое эфирное масло извлекают паровой перегонкой из цветущего растения (надземной части) руты душистой (Ruta graveolens). Это бесцветная или желтовато-зеленоватая жидкость с резким, в большой концентрации — неприятным запахом. Плотность масла 0,834—0,840. Состав масла: нонан-2-он, ундекан-2-он, бутан-2-он, бергаптен, ксантотоксин и др.
Как и масла многих других рутовых, а также цитрусовых, эфирное масло руты обладает фототоксическим действием.
В сильном разбавлении используется в парфюмерии из-за своеобразного запаха. В ряде стран существует запрет на применение рутового масла в парфюмерных композициях и в пищевых ароматизаторах, так как его большие дозы для людей ядовиты. При контакте с кожей вызывает покраснение, а иногда  — ожог или дерматит.
Обладает абортивными свойствами.

## Значение и применение
Разводится рута ради молодых листьев, которые применяются как гастрономическая приправа, для посыпки бутербродов и в уксус (вкус, напоминающий чеснок или лук), а равным образом в качестве лекарства, для чего растение срезается перед самым цветением и затем сушится.
В народной медицине рута используется как средство, снижающее ревматические и невралгические боли, при головной боли, обладает противоглистным действием.
В средневековой Англии использовалась как средство для предотвращения нежелательной беременности ввиду опасности выкидыша.

## В культуре
По поверьям древних славян, цветок руты только на Ивана Купала на несколько минут становился красным. В устном народном творчестве такой цветок известен как червона рута, выступая в народных поверьях подобно цветку папоротника. Считается, что девушка, сорвавшая цветок червоной руты в ночь Ивана Купала, будет счастлива в любви.
Понтийский царь Митридат VI во II веке до н. э. вёл длительные войны с Древним Римом. Находясь в центре раздоров, Митридат из опасения быть отравленным постоянно принимал противоядие. Когда же побеждённый Митридат решил покончить с собой, то яд на него не подействовал. По легенде, главной составной частью сложного противоядия было растение под названием рута.
Помимо этого, рута долгое время считалась средством против колдовства. Так, считается, что ласка, съевшая руту, способна победить Василиска. По народным поверьям, змеи не проползают близ мест, где растёт рута, от её запаха погибают мухи.
То же самое писал о руте Валафрид Страбон в труде «О культуре садов»:
Многие свойства её для лечения силу имеют;

Слышно, от тайного яда она наилучшее средство,

Ибо из тела у нас вредоносную гонит отраву.
и Арнольд из Виллановы:
Рута, чеснок, териак и орех, как и груши, и редька,

Противоядием служат от гибель сулящего яда.
Адам Мицкевич так завершил поэму-эпопею «Пан Тадеуш»: 
Но рутовый венок, сплетенный жницей,

Лаврового венка милей сторицей

## Классификация
Род Рута входит в семейство Рутовые (Rutaceae) порядка Сапиндоцветные (Sapindales).
|  |                                      |  |                                                             |                                                             |                   |  | ещё 8 семейств (согласно Системе APG II) |                     |                     |                  |
|  |                                      |  |                                                             |                                                             |                   |  |                                          |                     |                     | от 8 до 40 видов |
|  |                                      |  |                                                             | порядок Сапиндоцветные                                      |                   |  |                                          |                     | род Рута            |                  |
|  |                                      |  |                                                             | порядок Сапиндоцветные                                      |                   |  |                                          |                     | род Рута            |                  |
|  | отдел Цветковые, или Покрытосеменные |  |                                                             |                                                             | семейство Рутовые |  |                                          |                     |                     |                  |
|  | отдел Цветковые, или Покрытосеменные |  |                                                             |                                                             |                   |  |                                          |                     |                     |                  |
|  |                                      |  | ещё 44 порядка цветковых растений (согласно Системе APG II) | ещё 44 порядка цветковых растений (согласно Системе APG II) |                   |  |                                          | ещё около 160 родов | ещё около 160 родов |                  |
|  |                                      |  |                                                             | ещё 44 порядка цветковых растений (согласно Системе APG II) |                   |  |                                          |                     | ещё около 160 родов |                  |

### Виды
Род включается в себя около 15 видов:
- Ruta angustifolia Pers. — Рута узколистная
- Ruta biebersteinii Neilr
- Ruta buxbaumii Poir.
- Ruta chalepensis L. — Рута зимняя
- Ruta coronata (Griseb.) Nyman
- Ruta corsica DC.
- Ruta crenulata (Boiss.) Burkill
- Ruta erythraea (Boiss.) Aitch. & Hemsl.
- Ruta graveolens L. typus[1] — Рута душистая — наиболее обыкновенный вид, полукустарник, голое сизо-зелёное растение, до 40 см высотой; листья перисто-рассечённые; соцветие — щиткообразная метёлка.
  - [syn.  Ruta hortensis Mill. — Рута садовая]
- Ruta linifolia L.
- Ruta macrophylla Sol. — Рута большелистная
- Ruta microcarpa Svent.
- Ruta montana L. — Рута горная
- Ruta oreojasme Webb & Berthel.
- Ruta patavina L.
- Ruta pedicellata (Bunge ex Boiss.) Aitch. & Hemsl.
- Ruta pinnata L.f.
- Ruta suaveolens DC.
- Ruta thesioides Fisch. ex DC.

|                                                                                        |  |  |
| Слева направо. Цветок руты душистой. Плод — многосемянная коробочка. Раскрывшийся плод |  |  |